# José Joel González
José Joel González (Ciudad de México, 27 de enero de 1979) (conocido como Chícharo González) es un exfutbolista profesional mexicano. Generalmente ocupaba la posición de mediocampista de contención, aunque algunas veces también se desempeñaba como interior derecho.

## Carrera
Debuta en el invierno de 2000 con la escuadra del Irapuato vs Pumas donde perderían 4:1 en calidad de local, pasa para el torneo del verano 2002 al Atlante y después de varios torneos brillando con los potros, el entonces técnico rayado Miguel Herrera lo llama y colabora con dos subcampeonatos para el club.
Después de un tiempo es prestado a su antiguo club el Atlante donde colabora con una gran cantidad de goles así como también quedando campeón del fútbol mexicano en el torneo Apertura 2007. Para el torneo Clausura 2008 Monterrey reclama al famoso Chicharo, y regresa, sin embargo no logra hacerse de un lugar titular por lo que en el Clausura 2009, es prestado al Necaxa, y junto a él llegan jugadores como Federico Insúa, Alfredo Moreno para salvar al club del descenso, sin embargo Necaxa terminaría descendiendo.
Para el torneo del apertura 2009 regresa al Atlante en un intercambio con el Monterrey (dueño de su carta) por el portero suplente de Atlante Omar Ortiz.
En mayo de 2010 llega al equipo de La Franja. En el régimen de transferencias del fútbol mexicano en mayo de 2011 es transferido al San Luis FC

## Selección nacional
Primeramente fue convocado el entonces técnico de la selección mexicana, Ricardo Antonio Lavolpe en 2003, sin embargo no jugó. Fue convocado por segunda vez a la selección de fútbol de México el 11 de abril. Esta vez por Jesús Ramírez (interino de la selección mexicana), y jugó el 16 de abril de 2008 contra China en Seattle, Washington, Estados Unidos.

## Clubes

### Trayectoria en clubes
| Club         | Año       |
| ------------ | --------- |
| Irapuato     | 2000      |
| Atlante FC   | 2002-2004 |
| CF Monterrey | 2005-2006 |
| Atlante FC   | 2007      |
| CF Monterrey | 2008      |
| Necaxa       | 2009      |
| Atlante FC   | 2009-2010 |
| Puebla FC    | 2010-2011 |
| San Luis FC  | 2011-2012 |

## Palmarés

### Títulos nacionales
| Título          | Club       | Año  |
| --------------- | ---------- | ---- |
| Torneo Apertura | Atlante FC | 2007 |

- Datos: Q2879223